# Chester Bay
Chester Bay är en vik i Kanada.   Den ligger i territoriet Nunavut, i den centrala delen av landet, 2 900 km nordväst om huvudstaden Ottawa.